# Saint-Maurice-les-Brousses
Saint-Maurice-les-Brousses é uma comuna francesa na região administrativa da Nova Aquitânia, no departamento de Alto Vienne. Estende-se por uma área de 10,87 km². Em 2010 a comuna tinha 1 081 habitantes (densidade: 99,4 hab./km²).